# John Holmes
John Curtis Estes (Ashville, Ohio, 8 de agosto de 1944-Los Ángeles, 13 de marzo de 1988), más conocido como John Holmes o Johnny Wadd (por el protagonista de una serie de películas relacionadas), fue uno de los actores porno más famosos de todos los tiempos al aparecer en alrededor de 2500 películas para adultos en las décadas de 1970 y 1980, películas que incluían escenas gays.
Era conocido por la excepcional longitud de su pene, considerado como el más largo de la industria del porno, aunque las medidas exactas son desconocidas. Holmes también adquirió notoriedad por su participación en Las chicas me desean en 1981 y más tarde por su muerte debido a complicaciones ocasionadas por el sida en marzo de 1988.
Holmes fue sujeto de varios libros, un extenso ensayo en Rolling Stone, dos documentales y fue la inspiración para dos películas de Hollywood (Boogie Nights y Wonderland).

## Primeros pasos
Nacido como John Curtis Estes en Ohio, conoció muy poco a su padre Curtis Estes, obrero de ferrocarriles, quien abandonó a su familia cuando John tenía solo 3 años de edad. 
La madre de John, Mary, una devota bautista sureña, se casó unos años después con Harold Edward Holmes y cambió el apellido de su pequeño por Holmes. Su nuevo padrastro resultó ser un alcohólico crónico que volvía a casa completamente ebrio, destruía todo a su paso e incluso vomitaba sobre el niño. Mary Holmes se divorció de él y se mudó junto a su hijo a Columbus, Ohio, donde vivieron con la ayuda del gobierno durante algunos años. Cuando John cumplió 8 años, su madre conoció al que más tarde se convertiría en su tercer esposo, Harold Bowman. Se mudaron de Columbus y se asentaron en las cercanías de Pataskala, Ohio. 
Para cuando John cumplió 15 años, Bowman comenzó a golpearlo, pero el adolescente, en vez de apocarse, se peleó con él y mandó a Bowman rodando por las escaleras. John escapó de su casa y después de trece días de vivir en las calles, regresó a su hogar y le dijo a su madre que de quedarse mucho tiempo terminaría por matar a Bowman. Después de conseguir el consentimiento de su madre, John Holmes se alistó en el Ejército de Estados Unidos, en el que después del entrenamiento en Fort Gordon, Georgia, pasó tres años en Alemania en el Signal Corps (cuerpo especialista y encargado de las comunicaciones). Una vez dado de baja del ejército, Holmes se mudó a Los Ángeles donde tuvo una gran variedad de trabajos, incluso vendió artículos de uso doméstico puerta a puerta. Fue durante su paso como conductor de ambulancia cuando conoció a una enfermera, llamada Sharon Gebenini, en diciembre de 1964. Se casaron en agosto de 1965.
En los siguientes dos años, Holmes y su esposa, Sharon, vivieron tranquila y holgadamente. Holmes encontró trabajo como conductor de grúas horquillas en una empresa envasadora de carne en Cudahy, California. Sin embargo, los rigores de manejar la grúa saliendo y entrando de los grandes contenedores refrigerados y las largas exposiciones al inhalar el aire casi congelado y luego al salir e inhalar el aire caliente del desierto le causaron severos problemas de salud, llevándolo a sufrir un neumotórax de su pulmón derecho en tres diferentes ocasiones durante un lapso de entre siete y nueve meses durante el período de dos años en que trabajó ahí.

## Carrera

### Filmografía
"John Holmes fue a la industria cinematográfica para adultos lo que Elvis Presley fue para el rock 'n' roll. Simplemente fue El Rey."
El cinematógrafo Bob Vosse en el documental Wadd: The Life and Times of John C. Holmes.

Mientras se recuperaba de su enfermedad, Holmes comenzó a frecuentar un club de naipes para varones en Gardena, donde una noche, un fotógrafo parado en el urinario contiguo al suyo, notó el extraordinario tamaño de su pene y lo alentó a incursionar en la pornografía.[cita requerida] Durante finales de los años 60, Holmes comenzó a hacer apariciones en revistas y ocasionalmente vídeos en formato 8 mm, manteniendo su trabajo en secreto frente a su esposa. Esto era más sencillo de hacer en aquellos días: las producciones pornográficas se mantenían en la semiclandestinidad; no existía la producción masiva de vídeos, DVD y mucho menos Internet. 
Mientras que en los pocos vídeos que filmaba nunca se hacía referencia a su nombre, en las revistas le ponían apodos tales como "Fred", "Dave", "Rudy", "Big Dick", y "Stan". En los primeros años de su carrera porno, Holmes era conocido como "El Sultán del Anal".
Con el éxito de Garganta profunda (1972), Detrás de la puerta verde (1972) y The Devil in Miss Jones (1973), el porno se volvió "chic" a pesar de que su legalidad aún era discutida. Holmes fue arrestado en esos años por cargos de proxenetismo, pero evitó ir a prisión actuando como informante para la policía de Los Ángeles.
En 1973, la carrera de John Holmes comenzó a tomar vuelo con una serie porno construida sobre la base de un investigador privado llamado Johnny Wadd. Ya para 1978, Holmes tenía la reputación de ganar 3000 dólares al día como actor porno. Fue protagonista en una época en que la personalidad se compensaba con otras características más estéticas, y se requería una cierta capacidad histriónica que hoy en día no se necesita para ser actor porno.
Mientras su voz era muy aguda para un "Investigador privado de envergadura", algunos críticos y fanes concordaban en que Holmes demostraba suficientes dotes como actor para mantener el papel de "Johnny Wadd". Para entonces su consumo de cocaína se convirtió en un problema, tanto fue así que comenzó a afectar a su capacidad de mantener una erección, como es evidente por su flácida actuación en la película de 1980 Insatiable. Para mantener su hábito de drogas y a él mismo, Holmes se aventuró en el crimen, vendiendo drogas a pandillas, prostituyéndose a hombres y mujeres y cometiendo fraude con tarjetas de crédito y hurto. En 1976, conoció a Dawn Schiller de 16 años quien se convirtió en su novia. Después de que Holmes se volvió desesperado, él prostituyó tanto a ella como a él mismo y la golpeó en público.

### Últimos años y muerte
En febrero de 1986, seis meses después de dar negativas para el virus, Holmes fue diagnosticado como VIH positivo. Según Laurie Holmes, él dijo que nunca usó agujas hipodérmicas y que les temía profundamente. Tanto su primera esposa, Sharon, así como Bill Amerson confirmaron después de que Holmes no pudo haber contraído VIH por uso de drogas intravenosas porque nunca usó agujas.
Sus dos últimas películas porno crearon furor cuando fue revelado que Holmes había decidido conscientemente no revelar su estado serológico a sus coestrellas antes de participar en relaciones sexuales sin protección para el rodaje.
Sin querer revelar la verdadera naturaleza de su salud, Holmes afirmó a la prensa que estaba sufriendo de cáncer de colon. Holmes se casó con Laurie Rose el 23 de enero de 1987 en Las Vegas, después de confiarle a ella que tenía sida.
Durante los últimos cinco meses de su vida, Holmes permaneció en el Hospital de Veteranos en Sepulveda Boulevard en Los Ángeles. John Holmes murió por complicaciones relacionadas con el sida (según su certificado de defunción, paro cardiorrespiratorio y encefalitis debido al sida, asociado con adenopatía y candidiasis esofágica) el 13 de marzo de 1988 a la edad de 43 años. Su cuerpo fue incinerado y su viuda, Laurie y su madre, Mary, esparcieron sus cenizas en el mar frente a la costa de Oxnard, California.

## Tamaño del pene
Ron Jeremy ha dicho que el "instrumento" de John Holmes realmente estaba en los 33 cm y que el propio medía 28 cm
Tan celebrada era la reputación de Holmes por su tamaño que incluso fue utilizada como una estrategia de marketing en películas en las que ni siquiera aparecía. En el clásico del porno Anyone But My Husband, la línea promocional decía "Tony The Hook Pérez tiene un pene tan grande que hace morder el polvo a John Holmes."
Hubo distintos intentos de asegurar la longitud real de su pene, con resultados dispares. Un estudio realizado en Norteamérica analizó diversos archivos en vídeo; dicho estudio concluyó que su pene medía entre 10 y 11 pulgadas (25-28 cm).[cita requerida] Otro estudio realizado mediante la comparación de fotos de su pene respecto a medidas estimadas de distintas partes de su cuerpo llegó a la conclusión de que medía 12 3/4 pulgadas (32 cm).[cita requerida] Quien fuera su mánager durante muchos años, Bill Amerson, dijo: "He visto a John medirlo muchas veces, eran 13 pulgadas y media". La última esposa de Holmes, Laurie "Misty Dawn" Rose, declara que John Holmes decía que su pene medía 10 pulgadas.[cita requerida] La veterana actriz porno Dorothiea "Seka" Patton ha dicho que el pene de John Holmes era el más grande en la industria del porno, sin embargo no todas quienes tuvieron sexo con él están de acuerdo.[cita requerida]
A pesar del tamaño de su órgano, algunos ponen en tela de juicio su capacidad de tener una erección dura. La actriz de porno Annette Haven dijo, en el documental Wadd: The Life and Times of John C. Holmes, que "el chiste era, que si John realmente conseguía tener una erección, se desmayaría por falta de sangre en el cerebro. Y es verdad que su pene nunca se puso duro. Follar con él [delante de las cámaras] era hacerlo con una lufa [un tipo de esponja]."